# Canciones folclóricas de América
Canciones folclóricas de América es un álbum del cantautor chileno Víctor Jara en conjunto con la agrupación Quilapayún. Lanzado en 1967, corresponde al segundo álbum en la discografía de ambos.

## Lista de canciones
| Lado A |                              |                    |                    |          |  |
| N.º    | Título                       | Letras             | Música             | Duración |  |
| 1.     | «Hush-a-bye»                 | Peter Yarrow       | Paul Stookey       |          |  |
| 2.     | «Bailecito»                  | instrumental       | popular boliviana  |          |  |
| 3.     | «Paloma del palomar»         | anónimo            | popular española   |          |  |
| 4.     | «Duerme negrita»             | Eliseo Grenet      | Eliseo Grenet      |          |  |
| 5.     | «El llanto de mi madre»      | instrumental       | popular            |          |  |
| 6.     | «El carrero» (1.ª grabación) | Daniel Viglietti   | Daniel Viglietti   |          |  |
| 7.     | «Mare Mare»                  | popular venezolana | popular venezolana |          |  |

| Lado B |                                 |                        |                  |          |  |
| N.º    | Título                          | Letras                 | Música           | Duración |  |
| 8.     | «Noche de rosas»                | popular israelí        | popular israelí  |          |  |
| 9.     | «Tres bailecitos»               | instrumental           | Ernesto Cavour   |          |  |
| 10.    | «Gira, gira, girasol»           | Víctor Jara            | Víctor Jara      |          |  |
| 11.    | «Peoncito del Mandiocal»        | popular                | popular          |          |  |
| 12.    | «El tururururú» (1.ª grabación) | popular española       | popular española |          |  |
| 13.    | «El conejí»                     | Carlos Préndez Saldías | Víctor Jara      |          |  |

## Créditos
Dirección musical
- Víctor Jara

Quilapayún
- Eduardo Carrasco
- Julio Carrasco
- Patricio Castillo
- Carlos Quezada
- Willy Oddó